# 1084

## Събития
- Хайнрих IV е коронясан от антипапа Климент III